# Fernando Lorenzana
Alvaro Fernando Lorenzana (* 6. April 1808 in Mexiko-Stadt; † 1892 in Rom) war ein lateinamerikanischer Diplomat in Rom.

## Leben
Fernando Lorenzana hatte eine ältere Schwester und drei ältere Brüder.
1832 reiste er nach Bogotá, ließ sich von Francisco de Paula Santander zum Gesandten der Republik Neugranada ernennen und zum Marqués de Belmonte adeln ebenso vom bolivianischen Nationalkongress. Er reiste über Liverpool, wo er vorübergehend in Haft kam, nach London und Paris.
Am 3. Februar 1838 heiratete er die Condesa Catalina Negrone. Für ihr Epitaph in der Kirche Santi Bartolomeo e Alessandro dei Bergamaschi an Piazza Colonna fertigte Pietro Tenerani ein Marmormedaillon. Seine zweite Ehefrau war Baronesa Luisa Binder-Kriegelstein, ihr Epitaph befindet sich in der Santa Maria in Campitelli.
In der Hauskapelle des Palacio Santacroce-Pasolini, Piazza Benedetto Cairoli, 3, heiratete er die Princesa Juliana Santacroce, die ihn überlebte.
Er vertrat die Regierungen von Bolivien, Costa Rica, Ecuador, Guatemala, Nicaragua, Republik Neugranada, Mexiko, El Salvador und Venezuela beim Kirchenstaat und nach der Schlacht von Sedan beim Heiligen Stuhl.
Von 1837 bis 1840 war er Geschäftsträger der Regierung der Republik Neugranada bei Gregor XVI.
Von 1840 bis 1853 war er Geschäftsträger der Regierung von Ecuador bei Gregor XVI.
Als Vertreter Ecuadors erhielt von Pius IX. eine Bulle, welche die Aufwertung vom 13. Januar 1848 des Erzbistums Quito bestätigte.
Von 1850 bis 1892 vertrat er die Regierung von Juan Rafael Mora Porras, Costa Rica bei Pius IX.
und unterzeichnete am 7. Oktober 1852 mit Giacomo Antonelli ein Konkordat.
Dasselbe Paar unterzeichnete am 22. April 1862 ein Konkordat für El Salvador.
Am 23. Juni 1851 wurde er zum Geschäftsträger von José Rafael Carrera Turcios ernannt und legte sein Akkreditierungsschreiben am 1. Dezember 1851 bei Pius IX. vor.
Ab 1861 vertrat er die Regierung von Costa Rica bei Viktor Emanuel II. in Turin.
Er vertrat Regierungen von neun Staaten und wurde Ministro delle quattro potenze genannt, da er vier Konkordate abschloss.
1960 widmete ihm der kolumbianische Botschafter in Rom eine Hinweistafel an seinem Wohnhaus an der Plaza Mattei beim Schildkrötenbrunnen.

## Veröffentlichungen
- mit Germán Arciniegas: Recuerdos de su vida : diario de su viaje a Bogota en 1832 y su correspondencia con el primer representante de Colombia en Roma. 1978.
- Bula de ereccion del Obispado de Costa-Rica en la America Central : expedida en Roma el 28 de febrero de 1850 y mandada ejecutar por el ilustrísimo Señor Arzobispo de Guatemala en 5 de setiembre del mismo año. 1851.